# Mercedes-Benz W29
La sigla W29 identifica una piccola famiglia di autovetture di lusso prodotte dal 1934 al 1944 dalla Casa tedesca Mercedes-Benz.

## Profilo storico
La famiglia di vetture W29 è nota maggiormente per la denominazione dei due modelli principali che l'hanno composta, ossia la 500K e la 540K. Si tratta di due autovetture di lusso che negli anni trenta del Novecento hanno rappresentato quasi il top di gamma, se si escludono le monumentali 770 W07 e W150.
Per prima è arrivata la 500K, che ha sostituito le Typ 380 e 380K e che a sua volta è stata rimpiazzata due anni più tardi dalla 540K. Nei progetti della Casa ed in particolare di Max Sailer, direttore tecnico della Casa dopo la morte per infarto di Hans Nibel, vi doveva essere anche un terzo modello, la 580K, che di fatto è stata realizzata, ma che alla fine non ha superato la fase sperimentale a causa dello scoppio della Seconda guerra mondiale. Comunque sia, anche durante il periodo bellico, alcune versioni particolari appartenenti alla famiglia W29 hanno continuato ad essere prodotte.
Oggigiorno le vetture della famiglia W29 rappresentano la quintessenza della produzione Mercedes-Benz degli anni trenta, in quanto coniugano alla perfezione eleganza, sportività e lusso. Sono molto ammirate ai concorsi di eleganza e spesso ottengono riconoscimenti particolari.

### Mercedes-Benz 500K
La 500K è stata presentata al Salone di Berlino del 1934. Il suo compito era principalmente quello di sostituire la 380 e la 380K appartenenti alla serie W22, vetture ritenute poco prestanti e quindi coronate da scarso successo. Ma la 500K voleva fornire anche una valida sostituta alla gloriosa SSK, sebbene a differenza di quest'ultima non sarebbe mai stata impiegata in gara. Si tratta di uno degli ultimi progetti diretti da Hans Nibel, morto proprio alla fine del 1934.
In realtà, la 500K altro non era che una 380K con motore maggiorato: la meccanica, il telaio e persino le carrozzerie della 500K erano riprese pari pari dall'antenata. Addirittura, le foto di anteprima per la stampa e le prime foto per le brochure non ritraevano una 500K, bensì una 380K e nessuno, a parte gli addetti ai lavori, si accorse di niente, a riprova di quanto i due modelli erano identici esternamente. La linea delle carrozzerie, realizzate nello stabilimento di Sindelfingen, era stata curata da Hermann Ahrens, responsabile del design Mercedes-Benz di allora.
La 500K venne proposta in vari tipi di carrozzeria: oltre alla limousine ed a tre varianti di cabriolet, furono proposte anche la roadster ed una berlina aerodinamica denominata Autobahn Kurier. Ben tre furono i tipi di autotelaio: a passo normale, a passo corto e a passo normale con motore arretrato di 185 mm per meglio bilanciare la ripartizione della massa sui due assali.
Il motore montato dalla 500K era il 5 litri M24 I, un propulsore sovralimentato mediante compressore volumetrico Roots, inseribile automaticamente non appena si premeva a fondo sul pedale dell'acceleratore. Tale motore era in grado di erogare fino a 160 CV, spingendo la vettura ad una velocità massima di 160 km/h.
L'autotelaio riproponeva quelle soluzioni già viste sulla 380K e su altri modelli di fasce più basse, come le sospensioni a ruote indipendenti (avantreno a molle elicoidali e retrotreno a semiassi oscillanti) con ammortizzatori idraulici ed i freni a tamburo sulle quattro ruote con circuito idraulico e servofreno Bosch-Dewandre.
Il cambio era manuale a 4 marce: i tre rapporti più alti erano anche sincronizzati.
Nel 1936 la 500K venne tolta di produzione, dopo essere stata prodotta in 354 esemplari.
Un esemplare venne modificato dalla carrozzeria Erdmann & Rossi nel 1936 per il re dell'Iraq Ghazi. Riconfigurata in versione streamline, aveva una carrozzeria ad alta aerodinamicità che copriva anche le ruote.

### Mercedes-Benz 540K

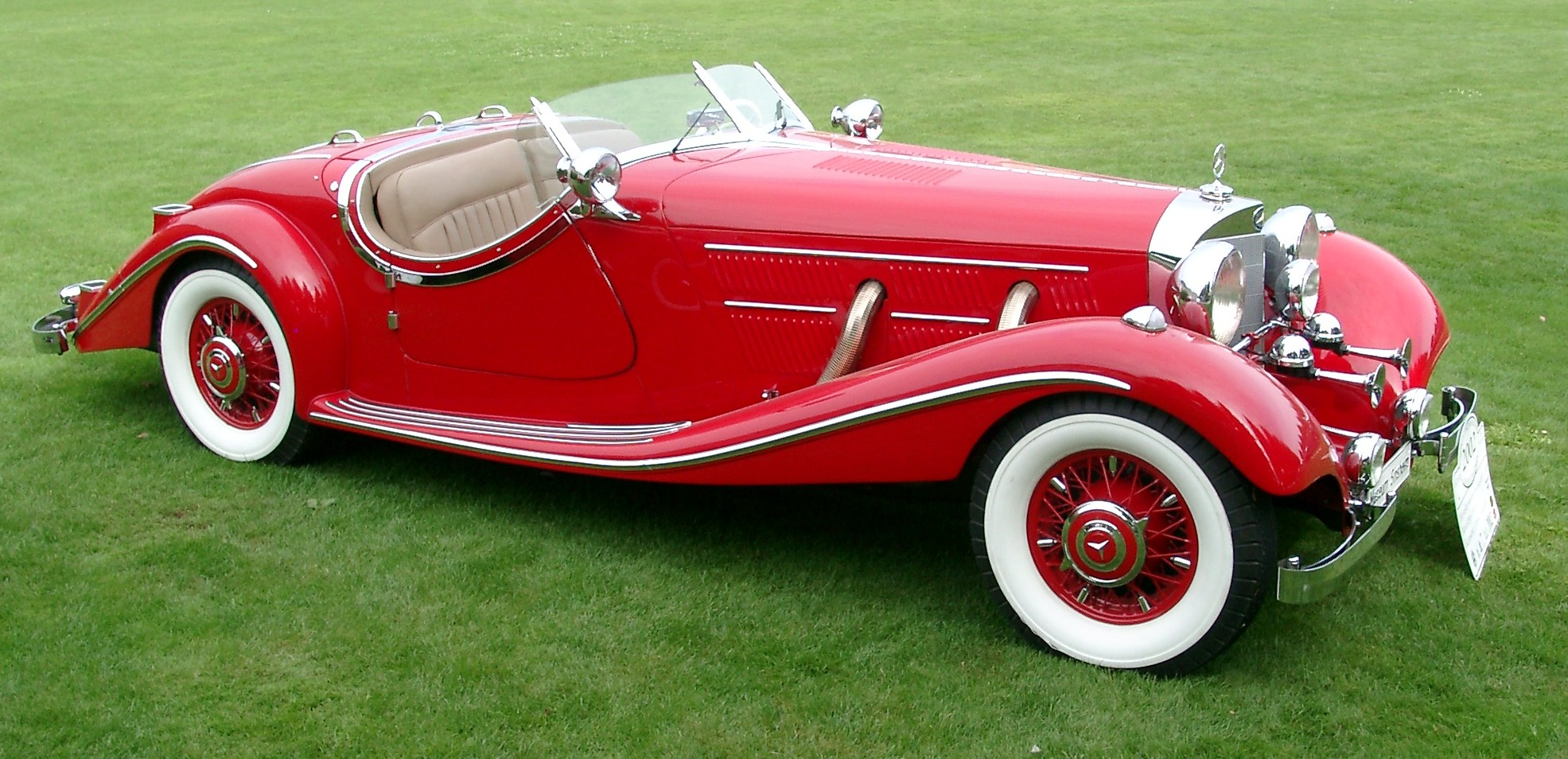
Una 540K roadster

La 500K venne sostituita dalla 540K, presentata al salone dell'automobile di Parigi nell'ottobre del 1936. Del nuovo modello fu Max Sailer ad essere chiamato per la parte progettuale. La 540K fu proposta nello stesso numero di carrozzerie e negli stessi tipi di telaio della sua progenitrice. Nel caso della 540K, però, le versioni a passo corto erano identificate da una nuova sigla di progetto: W129 (da non confondere con la sigla R129, che identifica invece i modelli SL di oltre 50 anni dopo).
La 540K montava il 5.4 litri M24 II, una versione maggiorata del precedente 5 litri, anch'essa equipaggiata fin dall'origine con un compressore volumetrico, in grado di portare la potenza massima a 180 CV e di spingere la vettura a 170 km/h di allungo.
Il resto della meccanica riprende quanto già visto sulla 500K.
Lo scoppio della Seconda Guerra Mondiale mandò all'aria il tentativo di proporre una sostituta della 540K, che quindi continuò la sua produzione con un'ultima particolare versione, voluta soprattutto da Adolf Hitler per gli spostamenti suoi e dei suoi collaboratori di rango. Tale versione, denominata 540K Gepanzerte Sonderausführung (cioè "allestimento speciale blindato"), montava di fatto una carrozzeria rinforzata che ne aumentava notevolmente la massa. Nel 1944 la 540K venne tolta definitivamente di produzione con 406 esemplari prodotti, di cui 20 blindati.
Tra il 1981 e il 1985, il designer svizzero Franco Sbarro produsse una replica della 540K in otto esemplari. Basate sulla meccanica della Mercedes-Benz 500 SE, queste 540K vennero giudicate talmente accurate che la casa tedesca concesse all'ingegnere elvetico di apporre su di esse lo stemma ufficiale della casa.

### Mercedes-Benz 580K
Si è parlato in precedenza del modello 580K: questo modello, che a partire dal 1939 avrebbe dovuto sostituire la 540K, in realtà rimase solo allo stadio sperimentale: solo 12 esemplari furono costruiti. Tale modello rimane anche il meno noto tra quelli della famiglia W29 e difatti si conosce ben poco di esso. Era costruito sul telaio a passo accorciato e manteneva la stessa meccanica degli altri due modelli. Il motore era un 5.8 litri denominato M124 ed in grado di raggiungere 200 CV di potenza massima.